# Tulasī

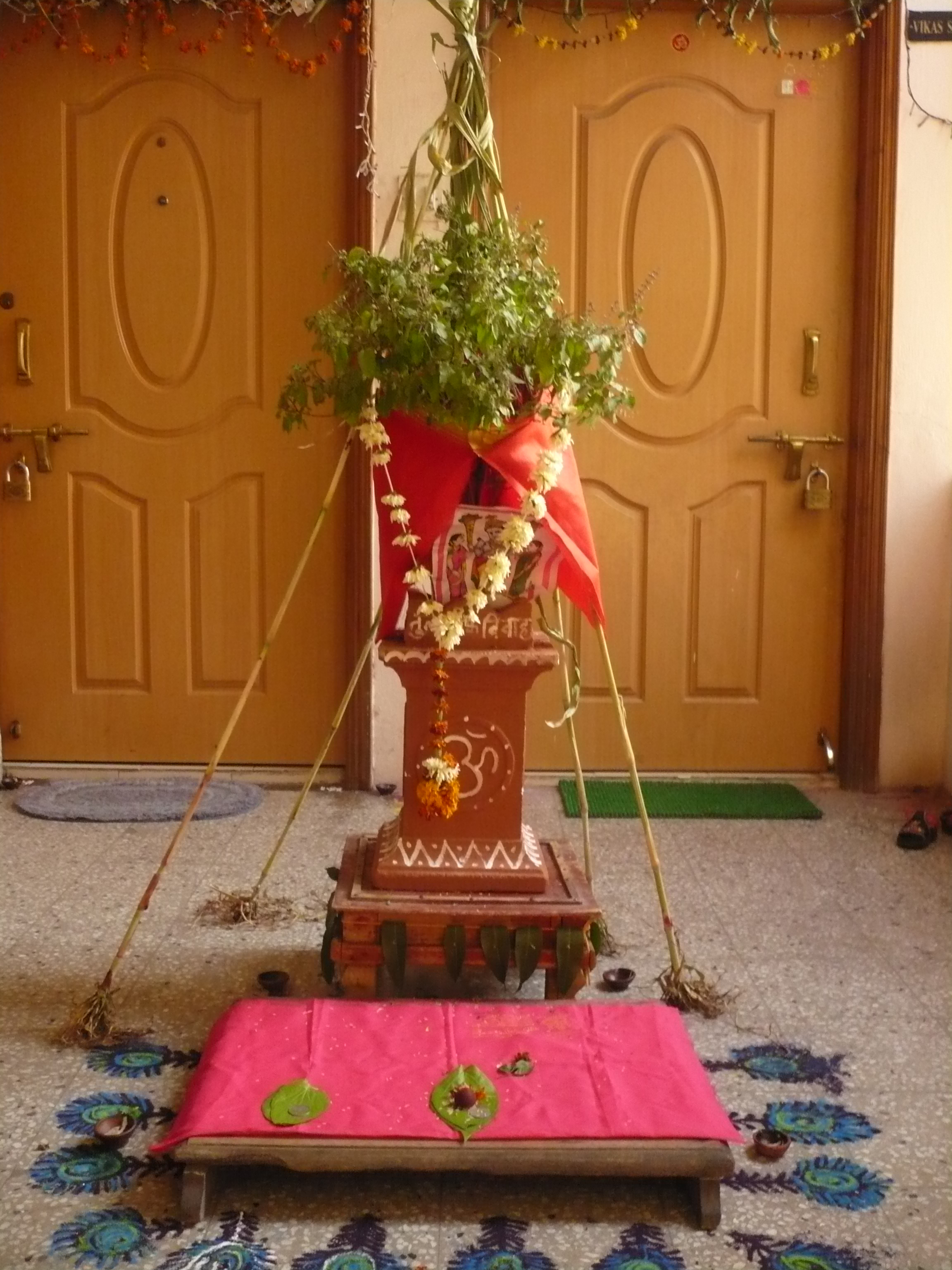

Tulasī (devanāgarī तुलसी; anche tulsī, letteralmente: senza eguali) è il sostantivo femminile del sanscrito con cui viene indicata la pianta sacra dell'Ocimum tenuiflorum (anche Ocimum sanctum) o "basilico sacro".
La tulasī viene particolarmente venerata dai fedeli viṣṇuiti, in tal senso è collegata al culto di Visnù/Kṛṣṇa /Rāma, è coltivata in speciali contenitori all'interno dei relativi templi o in apposite teche di abitazioni private.

## Nome e varietà
Nella mitologia induista, la tulasī è conosciuta anche come Vaishnavi (appartenente a Vishnu), Vishnu Vallabha (amata da Vishnu), Haripriya (amata da Vishnu) e Vishnu Tulsi.
- La tulasī con foglie verdi è chiamata Shri-Tulsi (tulsi fortunata) ed è anche sinonimo di Lakshmi, la principale consorte di Vishnu. Questa varietà è anche nota come Rama-Tulsi (tulsi luminosa o di Rāma, uno dei principali avatara di Vishnu).

- La tulasī con foglie verde scuro o viola e con lo stele viola è detta Shyama-Tulsi (tulsi scura) o Krishna-Tulsi (tulsi scura o di Krishna, altro importante avatara di Vishnu). Questa varietà viene ritenuta particolarmente sacra per Krishna in quanto il colore viola è simile alla carnagione della divinità.[3][4]